# Helmut Asche
Helmut Asche (* 1951) ist ein deutscher Entwicklungssoziologe und -ökonom sowie Afrikawissenschaftler.

## Leben
Helmut Asche studierte Volkswirtschaft und Soziologie und wurde 1984 an der Freien Universität Berlin promoviert. In seiner Dissertation verglich er Gesellschaftsstrukturen in den damaligen Schwellenländern Taiwan, Hongkong und Südkorea (Tigerstaaten). Seit 1985 arbeitete er als Entwicklungsexperte der Deutschen Gesellschaft für Technische Zusammenarbeit (GTZ). Von 1986 bis 1998 war er als volkswirtschaftlicher und sozialpolitischer Regierungsberater in Burkina Faso, Ruanda und Kenia tätig. Seit 2000 arbeitete er in der GTZ-Zentrale in Eschborn, zuletzt als Bereichsvolkswirt für Afrika. Von 2006 bis 2011 war er ordentlicher Professor für Wirtschaft, Politik und Gesellschaft Afrikas an der Universität Leipzig und war dort von 2007 bis 2011 Geschäftsführender Direktor des Instituts für Afrikanistik. Seit 2011 lehrte Asche als Honorarprofessor am Institut für Ethnologie und Afrikastudien der Universität Mainz.
Asche wurde 2012 vom Bundesminister für wirtschaftliche Zusammenarbeit und Entwicklung Dirk Niebel (FDP) zum Leiter des neugegründeten Deutschen Evaluierungsinstituts der Entwicklungszusammenarbeit (DEval) in Bonn berufen, dessen Aufgabe es ist, die deutsche Entwicklungszusammenarbeit kritisch zu bewerten. Niebels Nachfolger Gerd Müller (CSU) beendete Asches Vertrag im Juli 2014. Asche kritisierte, das Entwicklungsministerium habe seine Arbeit behindert, da unabhängige Evaluierung nicht gewollt war.
Asche ist seit 2014 Mitglied des Wissenschaftlichen Beirates des Afrika-Vereins der deutschen Wirtschaft. Er ist Mitglied im Beirat des Poverty Reduction Equity and Growth Network (PEGNet), das vom Institut für Weltwirtschaft an der Universität Kiel betreut wird, und im Beirat des Schumpeter-Zentrums an der Universität Jena.
Asche ist Mitglied der Partei Bündnis 90/Die Grünen. Er ist der Ehemann der Politikerin Kordula Schulz-Asche.

## Schriften (Auswahl)
- Regional Integration, Trade and Industry in Africa. Springer, Heidelberg 2021. https://www.springer.com/de/book/9783030753658
- mit Antje  Daniel, Franziska  Stehnken  und Rainer  Öhlschläger (Hrsg.): Afrika  und  externe  Akteure – Partner  auf  Augenhöhe?. Nomos, Baden-Baden 2010.
- Europäische Handels- und Agrarpolitik gegenüber Afrika Mit einem kritischen Blick auf den Beitrag der Wirtschaftswissenschaften. Zeitschrift für Wirtschaftspolitik 67(3), 2018: S. xx - 267.
- Industrial Policy Challenges in Resource-Rich Countries. Department of Anthropology and African Studies, Working Paper No. 181, 2018, University of Mainz.
- Whose cocoa .....? Occasional Paper. Exposure and Dialogue Programme Association. Bonn 2018.
- Demografische und soziale Entwicklung - Chance oder Risiko? In: Praxishandbuch Wirtschaft in Afrika. Thomas Schmidt, Pfaffenberger, Kay und Liebing, Stefan (Hrsg.). Springer, Wiesbaden 2017 : S. 41–52.
- mit Michael Grimm: Industrialisation in Africa – Challenges and Opportunities. Policy Brief Nr. 8, Februar 2017. Kiel, PEGNet.
- Down to Earth Again: The Third Stage of African Growth Perceptions. Africa Spectrum 50(3), 2015: 123–138.
- Europe, Africa and the Transatlantic. The North-South challenge for development-friendly trade policy. E-Paper, Heinrich Böll Foundation. Berlin, 2015.
- mit Anna-Lena Fritzen: Perspectives of Employment and Manufacturing Industry in Resource-rich African Countries. Working Paper. BMZ/GIZ, Bonn 2013.
- mit Helge Roxin: Deutsches Evaluierungsinstitut der Entwicklungszusammenarbeit (DEval). Zeitschrift für Evaluation 12(2), 2013: 297–304.
- Die Wirtschaft Afrikas seit 1960. In: 50 Jahre Unabhängigkeit in Afrika: Kontinuitäten, Brüche, Perspektiven. Spies, Eva und Bierschenk, Thomas (Hrsg.). Köppe-Verlag Köln 2012: S. 371–411.
- Afrika in der globalen Finanzkrise in: Günter Meyer und Andreas Thimm (Hrsg.), Wirtschaftliche und soziale Folgen der Finanzkrise für die Entwicklungsländer, Veröffentlichungen des Interdisziplinären Arbeitskreises Dritte Welt, Band 21, S. 19–42. Johannes-Gutenberg-Universität, Mainz 2011.
- mit Philipp Neuerburg and Matteo Menegatti: Economic diversification strategies: a key driver in Africa’s new industrial revolution. UNIDO General Conference 2011, Vienna.
- On the Colonial Origins of Statehood in Africa. A Critique of the Institutional Economics View. In: Auf dem Boden der Tatsachen. Festschrift für Thomas Bierschenk. Nikolaus Schareika, Spies, Eva und LeMeur, Pierre-Yves (Hrsg.). Köppe-Verlag. Mainzer Beiträge zur Afrikaforschung 28: S. 347–359. Köln 2011.
- Domestic Policy Implications of Chinese Economic Engagement in Africa. Background Paper for the African Economic Outlook. OECD Development Centre. Paris 2011.
- mit Michaela Fleischer:  Modernizing Rwanda - ICT as driver for economic growth? e-ULPA 02/2011. Institute of African Studies, University of Leipzig. Leipzig 2011.
- Area Studies and Economics of Sub-Saharan Africa. e-ULPA 01/2011. Leipzig, Universität Institut für Afrikanistik. Leipzig 2011.
- Die SADC? Welche SADC? Afrikanische Regionalgemeinschaften im Übergang. In: Entwicklung als Beruf. Theodor Hanf, Weiler, Hans N. und Dickow, Helga (Hrsg.).  Nomos: S. 69–84. Baden-Baden 2009.
- mit Jonne Brücher: Myth and Reality of African Regional Integration. Recht in Afrika - Law in Africa - Droit en Afrique 12(2), 2009: S. 169–186.
- mit Ulf Engel (Hrsg.): Negotiating  Regions – The  EU,  Africa  and  the  Economic  Partnership  Agreements. Leipziger Universitätsverlag, Leipzig 2008.
- Contours of China's "Africa Mode" and who may benefit = Cui bono? Eine Skizze des chinesischen Afrika-Engagements. Journal of Current Chinese Affairs - China Aktuell 37(3), 2008: S. 165–180.
- mit Margot Schüller: Chinas Engagement in Afrika - Chancen und Risiken für Entwicklung. GTZ. Eschborn 2008
- mit Margot Schüller: China als neue Kolonialmacht in Afrika? Umstrittene Strategien der Ressourcensicherung. Journal of Current Chinese Affairs - China aktuell XXXVI(2/2007): S. 67–78.
- China in Afrika - (Ressourcen-)Fluch oder Segen? Entwicklung und ländlicher Raum(4/2007): S. 7–8.
- mit Axel Biallas: Ein Wachstumsboom in Afrika? In: Stephan Klingebiel (Hrsg.), Afrika-Agenda 2007. Ansatzpunkte für den deutschen G8-Vorsitz und die EU-Präsidentschaft. DIE: S. 23–28. Bonn 2006.
- Durch einen Big Push aus der Armutsfalle ? Eine Bewertung der neuen Afrika-Debatte. Discussion Paper, DIE. Bonn 2006.
- Food Security under a New Roof – the PRSP. In: Food and Nutrition Security in the Process of Globalization and Urbanization. Manfred Schulz und Kracht, Uwe (Hrsg.).  Lit & Transactions, Rudgers University: S. 607–617. Münster 2005
- Rwanda - Zur Pathogenese eines Völkermordes. Afrika Jahrbuch 1994. Politik, Wirtschaft und Gesellschaft in Afrika südlich der Sahara. Rolf Hofmeier.  Leske & Budrich: 26–38. Opladen 1995.
- Rwanda - Die Produktion eines ethnischen Dramas. Institut für Afrikakunde. Focus Afrika - Diskussionsbeiträge Nr. 4. Hamburg 1995.
- Ein Völkermord auf dem Weg zur Demokratie ? - Über Zusammenhänge von Ökonomie und Politik in Ruanda. In: Ökonomische Aspekte der Demokratisierung in Afrika, Walter Koch (Hrsg.). München, Weltforum Verlag: S. 221–250. Köln 1994.
- Le Burkina Faso contemporain. L'expérience d'un auto-développement. Editions L'Harmattan, Paris 1994.
- Der lange Weg zur sozial orientierten Beratung - Erfahrungen aus der Regierungsberatung in Ruanda. In: Politikberatung. GTZ (Hrsg.). S. 82–96. Eschborn 1993.
- mit Rolf Meier: Das gesamtwirtschaftliche Prognosemodell "Umuganda" des Plan-ministeriums von Ruanda. In: Informationssysteme der volkswirtschaftlichen Regierungs-beratung in Entwicklungsländern. James G. Bennett und Giegerich, Matthias (Hrsg.). Nomos: S. 218–243. Baden-Baden 1993.
- Burkina Faso. In: Handbuch der Dritten Welt. Dieter Nohlen und Nuscheler, Franz (Hrsg.).  J.H.W. Dietz. Band 4, West- und Zentralafrika. Bonn 1993.
- Schwellenländer. In: Pipers Wörterbuch zur Politik. Dieter Nohlen (Hrsg.). Piper. Band 6, Dritte Welt. München / Zürich 1987.
- Young Industrial Countries and Newly Industrializing Countries in East Asia. Law and State (Tübingen) 35, 1987: S. 93–111.
- Über junge Industrieländer und Schwellenländer in Ostasien. In: Politische Vierteljahresschrift. Dritte Welt-Forschung - Entwicklungstheorie und Entwicklungspolitik. Franz Nuscheler (Hrsg.). Sonderheft 16. Opladen 1985.
- Industrialisierte Dritte Welt? Ein Vergleich von Gesellschaftsstrukturen in Taiwan, Hongkong und Südkorea. Dissertationsschrift. VSA, Hamburg 1984.
- (Hrsg.): Dritte Welt für Journalisten. Zwischenbilanz eines Weiterbildungsangebotes. Breitenbach, Saarbrücken 1984.
- verschiedene Zeitschriftenaufsätze[1]